# واراکاوا
واراکاوا (به لاتین: Warakawa) یک منطقهٔ مسکونی در سری‌لانکا است که در استان مرکزی (سری‌لانکا) واقع شده‌است.